# Longiperna coxalis
Longiperna coxalis is een hooiwagen uit de familie Gonyleptidae.